# Nolanita
La nolanita és un mineral de la classe dels òxids. Rep el seu nom del geòleg Thomas B. Nolan (1901-1992), exdirector del Servei Geològic dels Estats Units. En el mes d'agost de 2024 va ser establert el supergrup de la nolanita, dividit en el grup de la nolanita, que inclou aquesta espècie, el grup de la kamiokita i el grup de la rinmanita.

## Característiques
La nolanita és un òxid de fórmula química V3+
8Fe3+
2O14(OH)₂. Cristal·litza en el sistema hexagonal. La seva duresa a l'escala de Mohs es troba entre 5 i 5,5.
Segons la classificació de Nickel-Strunz, la nolanita pertany a «04.CB: Òxids amb proporció metall:oxigen = 2:3, 3:5, i similars, amb cations de mida mitja» juntament amb els següents minerals: brizziïta, corindó, ecandrewsita, eskolaïta, geikielita, hematites, ilmenita, karelianita, melanostibita, pirofanita, akimotoïta, auroantimonita, romanita, tistarita, avicennita, bixbyita, armalcolita, pseudobrookita, mongshanita, zincohögbomita-2N2S, zincohögbomita-2N6S, magnesiohögbomita-6N6S, magnesiohögbomita-2N3S, magnesiohögbomita-2N2S, ferrohögbomita-6N12S, pseudorútil, kleberita, berdesinskiita, oxivanita, olkhonskita, schreyerita, kamiokita, rinmanita, iseïta, majindeïta, claudetita, estibioclaudetita, arsenolita, senarmontita, valentinita, bismita, esferobismoïta, sil·lenita, kyzylkumita i tietaiyangita.

## Formació i jaciments
Aquesta espècie ha estat descrita a partir de tres indrets diferents a l'àrea del llac Beaverlodge, a Saskatchewan, Canadà. També ha estat descrita a altres països, tot i que els jaciments són escassos.